# Mário Feliciano
Mário Feliciano, né en 1969 à Caldas da Rainha, est un graphiste et créateur de caractères portugais.

## Biographie
Feliciano étudie le graphisme à Instituto de Arte, Design e Empresa de Lisbonne.
Il travaille pour Surf Portugal Magazine en 1993. En 1994, il crée son studio Secretonix à Lisbonne. Il travaille comme créateur de caractères pour Adobe, T26 et Psy/ops et crée sa fonderie numérique en 2001. Il a reçu deux Type Directors Club awards.
Il a produit plusieurs polices de caractères pour des journaux, dont notamment Eudald News pour Diário de Notícias en 2006 (débuté en 1998), Majerit pour El País en 2007, Sueca pour Svenska Dagbladet en 2008 et Expresso pour Expresso.